# Alberto Althabe
Alberto Althabe fue un médico argentino de comienzos del siglo XX que destacó en el área de la obstetricia y ginecología.

## Biografía
Alberto Althabe se doctoró en la Facultad de Ciencias Médicas de la Universidad de Buenos Aires en 1909 con una tesis titulada "Consideraciones sobre 996 laparotomías por lesiones útero-anesciales".
Durante su carrera dirigió el Servicio de Cirugía General y Ginecología del Hospital Rivadavia, fue relator oficial del 1.º Congreso Argentino de Obstetricia y Ginecología, realizado en 1931, y presidió la Sociedad de Obstetricia y Ginecología de Buenos Aires (SOGIBA) desde su fundación en 1936.
Se desempeñó también como Secretario de la Asistencia Pública y Administración Sanitaria de la Ciudad de Buenos Aires.
Publicó asimismo numerosos trabajos en revistas de su especialidad.
Alberto Althabe falleció en 1946.